# 安德烈·利沃维奇·涅克拉索夫
安德烈·利沃维奇·涅克拉索夫（俄语：Андре́й Льво́вич Некра́сов；1958年—），是一位來自聖彼得堡的俄羅斯電影及電視製作人。

## 簡歷
涅克拉索夫在前蘇聯的列寧格勒出生，並於1970年代在家鄉的列寧格勒國立戲劇、音樂和電影學院（即今聖彼得堡國立戲劇及電影藝術學院）修讀演戲及導演。1970年代後期與一位德國女子結婚，並離開前蘇聯移居西歐。之後前往法國巴黎大學修讀比較文學與哲學，並取得一個碩士學位。1985年夏季，擔任安德烈·塔尔科夫斯基的助手，為電影《犧牲》拍攝及剪接。1986年，涅克拉索夫到英國布里斯托大學的電影學院修讀電影，之後加入BBC，並為Channel 4及其他歐洲的電視台拍攝了不少紀錄片。

## 作品列表

### 電影
- 《俄帝的殘酷教訓》（2010年，Lessons of Russian[1][2]，第三十四屆香港國際電影節參展作品[3]）
- 《釙毒疑案》（2007年，Rebellion: The Litvinenko Case，於第60届戛纳电影节首映，第三十二屆香港國際電影節參展作品[4]）
- Disbelief（2004年，[5][6]）
- Lubov and Other Nightmares（2001年）
- Love is as strong as Death（1997年）
- The Prodigal Son（1991年）

### 電視紀錄片
- 2007 My Friend Sasha: A Very Russian Murder, 60 min TV documentary on Alexander Litvinenko (BBC Four Storyville, 22 January 2007)[7]
- 2002 Koenigsberg, Docudrama, HDCam, 120 min, Color and B/W, Dreamscanner, Russia-Germany
- 2000 Children's Stories, Chechnya, documentary , Beta SP, 23 min, Vanessa Redgrave and Dreamscanner, UK-Russia
- 1993 Springing Lenin, 35 mm, 23 min, Colour, British Film Institute - BBC
- 1990 Pasternak, TV, 35 mm, 90 min, Colour, ITV-WDR, UK-Germany-Russia
- 1989 Raising the Curtain, TV, documentary, 25 min, Channel 4
- 1988 The Millennium of Incredible Faith, TV, documentary, 16 mm, 60 min, Amaranthos, Greek TV
- 1987 A Russia of One's Own, TV, 16 mm, 85 min, Colour, Channel 4

## 外部連結
- 安德烈·利沃维奇·涅克拉索夫在互联网电影资料库（IMDb）上的資料（英文）
- Dreamscanner Productions
- Nekrasov's letter from the bedside of his poisoned friend Alexander Litvinenko.